# Красный Яр (Кабанский район)
Кра́сный Яр — село в Кабанском районе Бурятии. Административный центр сельского поселения «Красноярское».

## География
Расположено на правом берегу реки Селенги, к северу от районного центра, села Кабанска, в 15 км по прямой и в 50 км по автодороге через селенгинский мост у села Тресково. Находится в 8 км к юго-западу от села Кудара, к югу от дельты Селенги.

## Население
| 2002 | 2010 |
| ---- | ---- |
| 438  | ↘378 |